# 红嘴山鸦
红嘴山鸦（学名：Pyrrhocorax pyrrhocorax）为鸦科山鸦属的鸟类，俗名红嘴老鸹、红嘴乌鸦。分布于欧洲西部、南部和东部地区、地中海沿岸、亚洲西部和南部地区、非洲北部和东部地区以及中国大陆的东北、内蒙古、新疆、河北、河南、山西、宁夏、甘肃、青海、陕西、四川、山东、西藏、云南等地，一般栖息于较开阔的河滩地、山坡耕地、平原耕地山间沟坎、半荒漠草地等处、繁殖期在巢周围500-1000m 地域内活动以及筑巢于沟坎土崖壁的凹陷或缝隙处。该物种的模式产地在英国。
這種山鴉全身覆蓋漆黑的羽毛，特徵為長而彎曲的鮮豔的紅嘴，紅色的鳥爪和尖銳的叫聲。其特有的扇形展開的尾翼讓它們可以以高超的雜技技巧在空中翱翔。紅嘴山鴉是一夫一妻制，而且有返回原宗地（一般為峭壁上的洞穴或裂縫）繁殖的習慣。它們會用樹枝建巢，一般一次產三個鳥蛋。它們常常在沉積地或是短草草原捕食，它們的主食為小型無脊椎動物。
雖然紅嘴山鴉同時受到捕食和寄生的威脅，但是使它們在歐洲數量銳減和分佈地區分散的主要原因來自農業推廣，儘管如此，紅嘴山鴉在全球範圍內仍屬於無危鳥類。
它們的英語名字衍生於寒鴉，原來被稱為縱火犯，同時和聖托馬斯·貝克特和康沃爾郡有深厚的關係。不少國家出版過以紅嘴山鴉為主題的郵票，包括印刷了四種不同版本郵票的曼島和當地並沒有紅嘴山鴉的岡比亞。

## 分類學

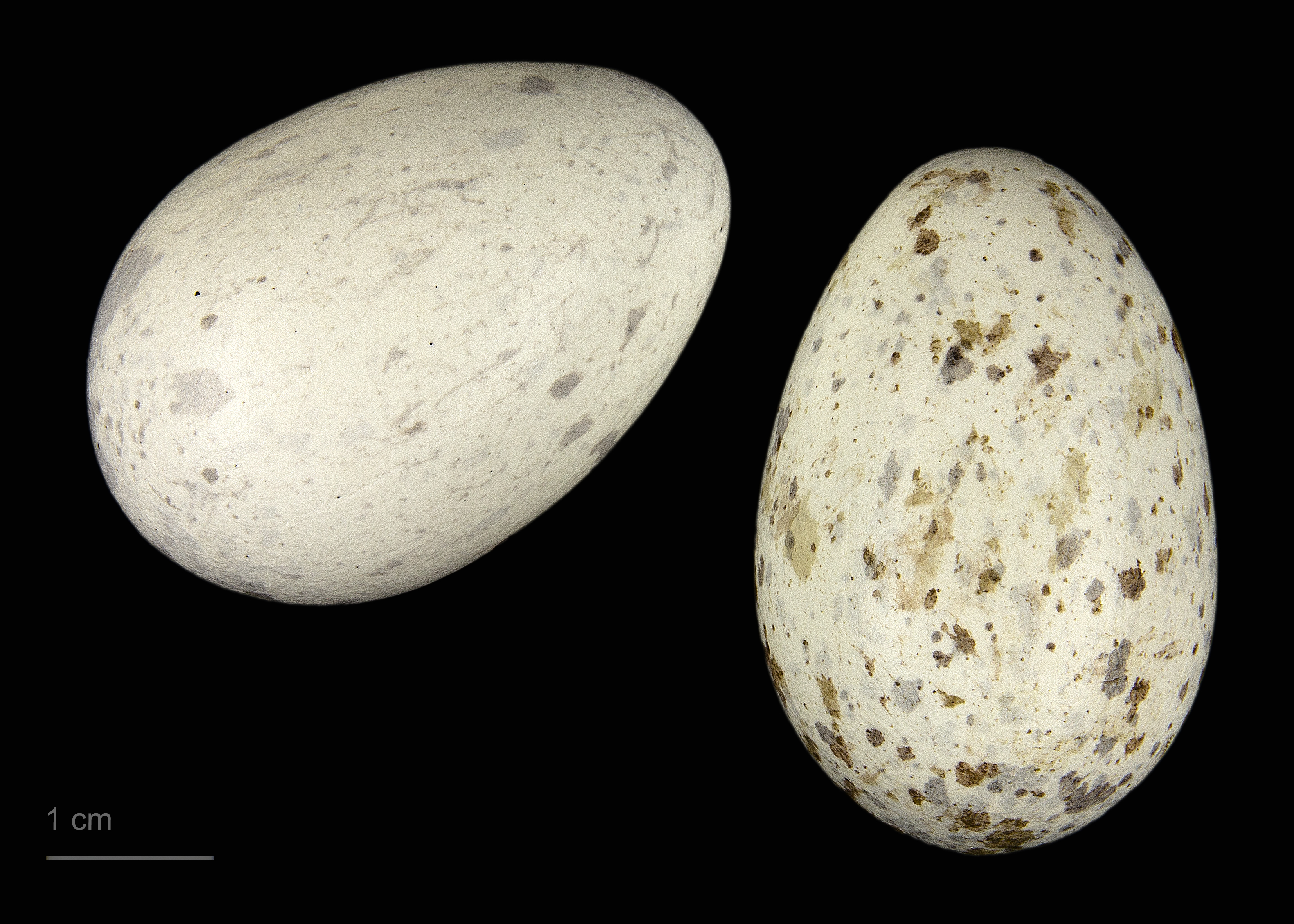
卵 Pyrrhocorax pyrrhocorax

對紅嘴山鴉首次作描述的卡爾·林奈於1758年在其著作《自然系統》（Systema Naturae）中將紅嘴山鴉命名為戴胜山鴉。它最終被英國鳥類學家Marmaduke Tunstall於1771年在其著作《鳥類百科》中分類於現在的屬：“山鴉屬”。Pyrrhocorax衍生於古希臘語πύρρος (purrhos), "火焰的顏色"和κόραξ (korax), "渡鴉"。 和紅嘴山鴉同屬的同時也是它的唯一的血親的是黃嘴山鴉, Pyrrhocorax graculus。和山鴉血緣最接近的是典型的烏鴉，寒鴉，特別是其亞種Coloeus分支下的達烏里寒鴉。
山鴉的英語名稱"Chough"原本是根據寒鴉（學名：Corvus monedula）的叫聲為其取的擬聲詞名稱，和寒鴉非常相似的紅嘴山鴉則由於早先在康沃爾郡非常常見而被人稱作"康沃爾寒鴉"然後再簡稱為"寒鴉"（中文譯名為了和寒鴉相區別同時取其居住地的特點而譯為山鴉）。澳大利亞的白斑翅山鴉（Corcorax melanorhamphos）儘管和山鴉屬具有相似的外形和習性，但是實際上和山鴉血緣卻非常的輕微，可以說它們是趨同演化的一個非常典型的例子。

### 亞種
雖然它們之間的區別非常輕微，紅嘴山鴉總共有8個不同的亞種。
- 紅嘴山鴉指名亚种（学名：Pyrrhocorax pyrrhocorax）,同時也是紅嘴山鴉的亞種中最小的種類,它們是不列顛群島的鳥類特有種，遍佈于愛爾蘭，曼島，以及威爾士和蘇格蘭的西部地區,[10]相隔幾十年，最近它們又從新在康沃爾郡出現了。[11]
- 紅嘴山鴉紅眼亞種 （学名：Pyrrhocorax pyrrhocorax erythropthalmus）, 被路易斯·让·皮埃尔·吉恩于1817稱作“紅眼鹃鵙”（學名 Coracina erythrorhamphos）,[12]它是屬於紅嘴山鴉歐洲板塊地區（希臘除外）的亞種，和指名亞種相比較體型較大，而且羽毛稍稍反綠光。[10]
- 红嘴山鸦拉芭馬亚种（学名：Pyrrhocorax pyrrhocorax barbarus）, 被查尔斯·沃里耶于1954年命名，分佈于北非和加那利群島的拉芭馬島。和紅眼紅嘴山鴉相比較，它的體型還要更大，有更長的尾翼和翅膀，它們的主羽上有更加鮮豔的綠色反光。無論相對還是絕對意義上，它們都是擁有最長鳥嘴的種類。[13]
- 红嘴山鸦贝利艺亚种（学名：Pyrrhocorax pyrrhocorax baileyi），被奧斯丁·L·兰德和查尔斯·沃里耶于1955年共同命名,[14]它是一種生活在埃塞俄比亞兩個不同地區的暗色羽毛的亞種，有可能在各自生活的地區被描述為不同的亞種。[10]
- 紅嘴山鴉多基利斯亞種（学名：Pyrrhocorax pyrrhocorax docilis）,被約翰·弗里德里希·格梅林于1774年描述為多基利斯烏鴉（學名為Corvus docilis），[15]分佈於從希臘到阿富汗的大片地區。它的體型較非洲亞種更大，但嘴反而比較小，它的主羽上有更加艷麗的綠斑。[10]

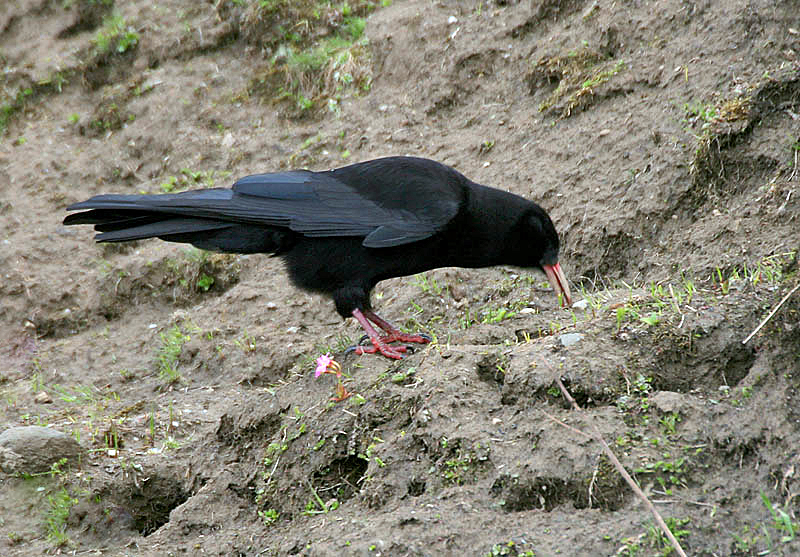
幼年的紅嘴山鴉青藏亞種，攝於海拔3,800米(12,500英尺)，蒂拉·洛塔尼，印度

- 红嘴山鸦青藏亚种（学名：Pyrrhocorax pyrrhocorax himalayanus），被約翰·古爾德於1862年命名為喜馬拉雅鴉（學名Fregilus himalayanus），[16]分布于喜马拉雅山脉西段和中段南侧的南亚次大陆以及中国大陆的新疆、青海、甘肃、四川、云南、西藏等地，一般栖息于活动于2000-4500m 左右的宽阔耕地、高山灌丛及亚高山草甸等处，与西边的多基利斯亞種为邻。该物种的模式产地在喜马拉雅山脉地区。[17]它是紅嘴山鴉的體型最大的亞種，有很長的尾羽和帶藍色或紫藍色斑點的主羽。[10]
- 红嘴山鸦西疆亚种（学名：Pyrrhocorax pyrrhocorax centralis），被埃爾文斯特雷塞曼於1928年命名，[18]分布于克什米尔、巴基斯坦、印度以及中国大陆的新疆等地。[19]其體型比青藏亞種小，羽毛的顏色也沒有青藏亞種那麼發藍。[10]它和最後一種亞種的區別卻非常輕微。[13]
- 红嘴山鸦北方亚种（学名：Pyrrhocorax pyrrhocorax brachypus）。分布于西伯利亚、蒙古以及中国大陆的新疆、宁夏、甘肃、陕西、内蒙古内蒙古、河南、东北、河北、山东、山西等地，多栖息于活动于400-2500m 的沟坎、崖畔、平原和山坡耕地周围。该物种的模式产地在北京。[20]它和西疆亞種非常相似，只是它的鳥嘴較西疆亞種向下傾斜。[10]

紅嘴山鴉還有一種史前亞種，P. p. primigenius，是紅嘴山鴉在冰河時期生活於歐洲大陸的亞種，是阿爾豐瑟米耶納-埃德瓦爾德斯於1875年根據其在法國西南地區的發現命名的。